# Domenico Passignano
Domenico Passignano (1559–17 de maio de 1638 (79 anos)), nascido Cresti ou Crespi, foi um pintor italiano do final do Renascimento, expoente do estilo contra-maneirista que emergiu em Florença no final do século XVI. Era conhecido como Il Passignano.

## História
Cresti nasceu em Passignano, atualmente uma frazione de Tavarnelle Val di Pesa, a cerca de 30 km ao sul de Florença e foi educado pelos monges valombrosianos locais. Começou a trabalhar da maneira estilizada toscana da época juntamente com Giovanni Battista Naldini e Girolamo Macchietti. Entre 1581 e 1589, viajou de Roma a Veneza para trabalhar como assistente de Federico Zuccari, que já o havia empregado antes para completar os inexpressivos afrescos de Vasari no Duomo de Florença, e acabou sendo fortemente influenciado pelo estilo de Tintoretto.
Era conhecido por pintar rapidamente; porém, como utilizava menos menos tinta para fazê-lo, muitas de suas obras foram duramente danificadas com o passar dos anos. Por conta disto, ganhou também o apelido de "Passa Ognuno" ("Passa Todos"), provavelmente um jogo de palavras com sua cidade natal.
Em Florença, pintou os afrescos da "Translação" e "Funeral de Santo Antonino" (1589) para a Capela Salvati, em San Marco, e "Pregação de João Batista" (1590) para San Michele Visdomini. É dele também uma "Natividade" (1594), no Duomo di San Martino, em Lucca, e outras obras em San Frediano, em Pisa, e na Galeria Uffizi de Florença. Ele é conhecido também por seus retratos de Galileu e Michelângelo.
Entre seus pupilos estão os irmãos Valore e Domenico Casini e Cesare Dandini.
Passignano morreu em Florença em 1638.

## Obras

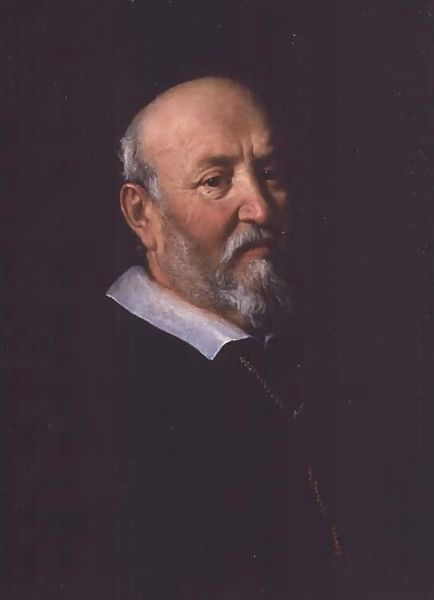
"Retrato de Passignano", por Justus Sustermans.

- "Júpiter e Ganimedes", no Museu de Arte da Universidade de Oklahoma.[2]
- "A Alegoria da Castidade".[3]
- "Banquete de Casamento do Grão-duque Fernando I de Médici".[4]
- Bagnanti a San Niccolò